# Monkaen Kaenkoon
Monkaen Kaenkoon (มนต์แคน แก่นคูน) (Yasothon, 20 luglio 1973) è un cantante thailandese.

## Parziale discografia
- 2005 - Yang Koay Thee Soai Derm[3]
- 2006 - Yam Tor Khor Toe Haa
- 2008 - Sang Fan Duai Kan Bor
- 2009 - Roang Ngan Pit Kid Hot Nong
- 2010 - Fan Eek Krang Tong Pueng Ther
- 2012 - Trong Nan Kue Na Thee Trong Nee Kue Hua Jai
- 2016 - Hai Khao Rak Ther Muean Ther Rak Khaw[4][5]
- 2018 - Ai Hak Khaw Toan Jao Bor Hak
- 2019 - San Ya Nam Ta Mae